# Pirga ubangiana
Pirga ubangiana är en fjärilsart som beskrevs av Schultze 1934. Pirga ubangiana ingår i släktet Pirga och familjen tofsspinnare. Inga underarter finns listade i Catalogue of Life.